# Cléber Monteiro
Cléber Monteiro de Oliveira, legtöbbször egyszerűen Cléber (Belo Horizonte, 1980. május 23. –) brazil labdarúgó, a Villa Nova AC középpályása. Rendelkezik portugál állampolgársággal is.